# Man and Machine
| Recensione             | Giudizio |
| ---------------------- | -------- |
| AllMusic               |          |
| Encyclopaedia Metallum | 75/100   |
| Truemetal.it           | 75/100   |

Man and Machine è un album pubblicato dalla band heavy metal tedesca U.D.O. nel 2002.
Il disco contiene anche il noto duetto insieme a Doro Pesch Dancing with an Angel.

## Tracce
1. "Man and Machine"
2. "Private Eye"
3. "Animal Instinct"
4. "The Dawn of the Gods"
5. "Dancing with an Angel"
6. "Silent Cry"
7. "Network Nightmare"
8. "Hard to be Honest"
9. "Like a Lion"
10. "Black Heart"
11. "Unknown Traveller"
12. "Metal Eater" (live) - bonus track dell'edizione giapponese
13. "Heart of Gold" (live) - bonus track dell'edizione giapponese

## Formazione
- Udo Dirkschneider: voce
- Stefan Kaufmann: chitarra
- Igor Gianola: chitarra
- Fitty Wienhold: basso
- Lorenzo Milani: batteria

### Altri musicisti
- Doro Pesch: voce (traccia 5)